# Sowietskaja (jezioro)
Sowietskaja – jezioro podlodowcowe na Antarktydzie, 2 kilometry pod stacją badawczą Sowietskaja. Zajmuje powierzchnię około 1600 km².